# Spongia ceranoides
Spongia ceranoides är en svampdjursart som beskrevs av Jean-Baptiste Lamarck 1816. Spongia ceranoides ingår i släktet Spongia och familjen Spongiidae. Inga underarter finns listade i Catalogue of Life.